# Рівненська міська рада
Рі́вненська міська́ ра́да — орган місцевого самоврядування в Рівненській області.

## Загальні відомості
- Територія ради: 58,24 км²
- Населення ради: 248 194 особи (станом на 1 вересня 2014 року)
- Водоймища на території, підпорядкованій даній раді: річка Устя, озеро Басівкутське.

## Населені пункти
Міській раді підпорядковані населені пункти:
- м. Рівне
- смт. Квасилів

## Населення
Розподіл населення за віком та статтю (2001):
| Стать | Всього  | До 15 років | 15-24  | 25-44  | 45-64  | 65-85  | Понад 85 |
| --- | ------- | ----------- | ------ | ------ | ------ | ------ | -------- |
| Чоловіки | 113 489 | 22 168      | 24 200 | 36 784 | 23 829 | 6309   | 199      |
| Жінки | 131 764 | 21 499      | 27 038 | 41 639 | 29 682 | 11 236 | 670      |
| \| Статево-вікова піраміда \| Статево-вікова піраміда \| Статево-вікова піраміда \| \| ----------------------- \| ----------------------- \| ----------------------- \| \| Чоловіки \| Вік \| Жінки \| \| 199 \| 85 + \| 670 \| \| 461 \| 80-84 \| 1148 \| \| 1121 \| 75-79 \| 2733 \| \| 2074 \| 70-74 \| 3534 \| \| 2653 \| 65-69 \| 3821 \| \| 4435 \| 60-64 \| 5636 \| \| 4140 \| 55-59 \| 5180 \| \| 7170 \| 50-54 \| 8895 \| \| 8084 \| 45-49 \| 9971 \| \| 9993 \| 40-44 \| 11 804 \| \| 9159 \| 35-39 \| 10 405 \| \| 8454 \| 30-34 \| 9898 \| \| 9178 \| 25-29 \| 9532 \| \| 10 797 \| 20-24 \| 11 803 \| \| 13 403 \| 15-20 \| 15 235 \| \| 9683 \| 10-14 \| 9440 \| \| 6978 \| 5-9 \| 6748 \| \| 5507 \| 0-4 \| 5311 \| |         |             |        |        |        |        |          |
| Статево-вікова піраміда |         |             |        |        |        |        |          |
| Чоловіки | Вік     | Жінки       |        |        |        |        |          |
| 199 | 85 +    | 670         |        |        |        |        |          |
| 461 | 80-84   | 1148        |        |        |        |        |          |
| 1121 | 75-79   | 2733        |        |        |        |        |          |
| 2074 | 70-74   | 3534        |        |        |        |        |          |
| 2653 | 65-69   | 3821        |        |        |        |        |          |
| 4435 | 60-64   | 5636        |        |        |        |        |          |
| 4140 | 55-59   | 5180        |        |        |        |        |          |
| 7170 | 50-54   | 8895        |        |        |        |        |          |
| 8084 | 45-49   | 9971        |        |        |        |        |          |
| 9993 | 40-44   | 11 804      |        |        |        |        |          |
| 9159 | 35-39   | 10 405      |        |        |        |        |          |
| 8454 | 30-34   | 9898        |        |        |        |        |          |
| 9178 | 25-29   | 9532        |        |        |        |        |          |
| 10 797 | 20-24   | 11 803      |        |        |        |        |          |
| 13 403 | 15-20   | 15 235      |        |        |        |        |          |
| 9683 | 10-14   | 9440        |        |        |        |        |          |
| 6978 | 5-9     | 6748        |        |        |        |        |          |
| 5507 | 0-4     | 5311        |        |        |        |        |          |

## Склад ради
Рада складається з 42 депутатів та голови.
- Голова ради: Третяк Олександр Віталійович
- Секретар ради: Шакирзян Віктор Володимирович

### Керівний склад попередніх скликань
| ПІБ                          | Основні відомості                                               | Дата обрання | Дата звільнення |
| ---------------------------- | --------------------------------------------------------------- | ------------ | --------------- |
| Чайка Віктор Анатолійович    | Міський голова, 1941 року народження, безпартійний              | 26.03.2006   | 01.02.2008      |
| Хомко Володимир Євгенович    | Міський голова, 1957 року народження, освіта вища, безпартійний | 30.11.2008   | 31.10.2010      |
| Хомко Володимир Євгенович    | Міський голова, 1957 року народження, освіта вища, безпартійний | 31.10.2010   | 25.10.2015      |
| Хомко Володимир Євгенович    | Міський голова, 1957 року народження, освіта вища, безпартійний | 25.10.2015   | 03.12.2020      |
| Третяк Олександр Віталійович | Міський голова, 1985 року народження, освіта вища, безпартійний | 03.12.2020   |                 |

Примітка: таблиця складена за даними джерела

### Депутати
Перелік депутатів на сайті Рівненська міська рада
За результатами місцевих виборів 2020 року депутатами ради стали:

#### За суб'єктами висування
| Суб'єкт висування                                       | Кількість обраних депутатів | %     |
| ------------------------------------------------------- | --------------------------- | ----- |
| Політична партія "Європейська Солідарність"             | 10                          | 23.81 |
| Політична партія "Слуга Народу"                         | 7                           | 16.67 |
| Політична партія "Рівне Разом"                          | 7                           | 16.67 |
| Політична партія «Голос»                                | 5                           | 11.90 |
| політична партія Всеукраїнське об'єднання "Батьківщина" | 5                           | 11.90 |
| Політична Партія "За майбутнє"                          | 4                           | 9.52  |
| політична партія Всеукраїнське об'єднання "Свобода"     | 4                           | 9.52  |

## Місцеві вибори 2015 року
За результатами місцевих виборів 2015 року депутатами ради стали:

#### За суб'єктами висування
| Суб'єкт висування                                       | Кількість обраних депутатів | %     |
| ------------------------------------------------------- | --------------------------- | ----- |
| Політична партія БПП «Солідарність»                     | 9                           | 21.43 |
| Політична партія Всеукраїнське об'єднання «Батьківщина» | 8                           | 19.05 |
| Політична партія Всеукраїнське об'єднання «Свобода»     | 7                           | 16.67 |
| Політична партія «Самопоміч»                            | 6                           | 14.29 |
| Політична Партія «Громадський контроль»                 | 5                           | 11.90 |
| Політична партія «Радикальна партія Олега Ляшка»        | 4                           | 9.52  |
| УКРОП                                                   | 3                           | 7.14  |

## Місцеві вибори 2020 року
За результатами місцевих виборів 2020 року депутатами ради стали:

#### За суб'єктами висування
| Суб'єкт висування                                       | Кількість обраних депутатів | %     |
| ------------------------------------------------------- | --------------------------- | ----- |
| Політична партія "Європейська Солідарність"             | 10                          | 23.81 |
| Політична партія "Слуга Народу"                         | 7                           | 16.67 |
| Політична партія "Рівне Разом"                          | 7                           | 16.67 |
| Політична партія «Голос»                                | 5                           | 11.90 |
| політична партія Всеукраїнське об'єднання "Батьківщина" | 5                           | 11.90 |
| Політична Партія "За майбутнє"                          | 4                           | 9.52  |
| політична партія Всеукраїнське об'єднання "Свобода"     | 4                           | 9.52  |